# 죠 에리코
죠 에리코(城 恵理子,じょう えりこ, 1998년 11월 27일 - )는 일본 여성 아이돌 그룹 전 NMB48의 팀BII 멤버이다.

## 개요
- NMB48 팀BII 멤버.
- 2013년 10월 13일, 연구생 멤버로 복귀.
- 2015년 2월 4일, 팀N 승격.
- 2019년 5월 11일, NMB48를 졸업.